# Ute Eiling-Hütig

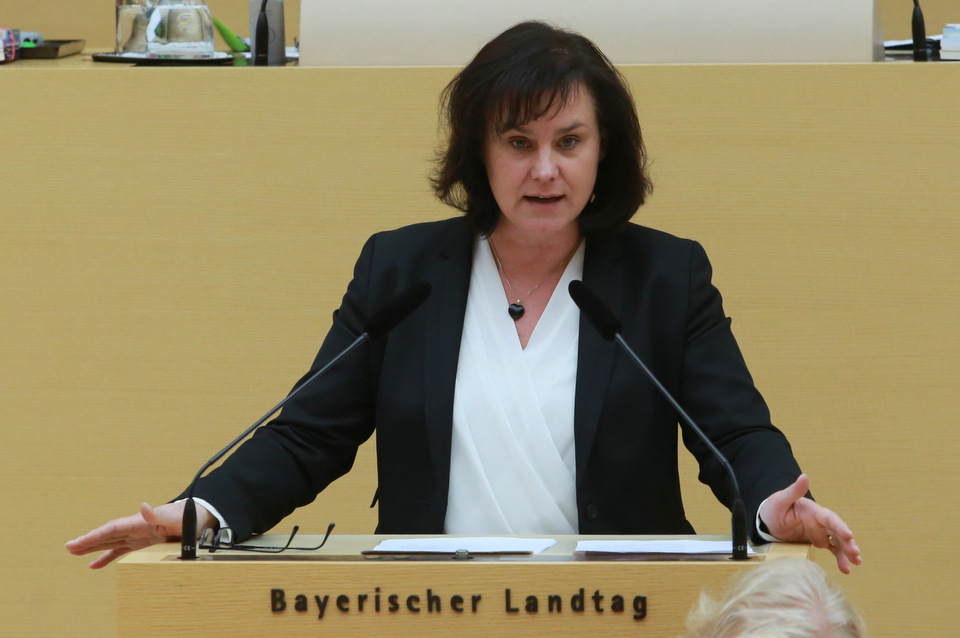
Ute Eiling-Hütig (Januar 2017)

Ute Eiling-Hütig (* 7. November 1967 in Dorsten; geborene Eiling) ist eine deutsche Politikerin (CSU). Sie ist seit 2013 Mitglied des Bayerischen Landtags.

## Werdegang
Nach dem Abitur 1987 am Gymnasium Maria Veen in Reken nahm Ute Eiling an der Universität Münster ein Studium der Alten Geschichte, Klassischen Archäologie und Mittleren Geschichte auf, das sie 1994 mit dem Examen zur Magistra Artium abschloss. In den Jahren 1991/92 erwarb sie eine studienbegleitende Zusatzqualifikation für Geistes- und Sozialwissenschaftler. Danach war sie als wissenschaftliche Mitarbeiterin tätig. 2000 legte sie ihre Promotionsschrift „Philadelpheia. Studien zur Wirtschafts- und Sozialgeschichte eines Dorfes im römischen Ägypten (1.–3. Jhd. n. Chr.)“ vor.
Von 2000 bis 2002 arbeitete sie als Konferenzmanagerin im Bereich Controlling und Finanz- und Rechnungswesen beim Management Forum Starnberg. Ab 2002 war sie Mitarbeiterin am Lehrstuhl für Strafrecht, Informationsrecht und Rechtsinformatik an der Universität München, wo sie von 2003 bis 2008 die Bibliothek für Strafrecht des Juristischen Seminars leitete. Von 2008 bis 2013 war sie persönliche Referentin der Landtagsabgeordneten Ursula Männle (CSU) und leitet deren Bürgerbüro.
Sie ist Mitglied im Vorstand des CSU-Bezirksverbandes Oberbayern und des Bezirksverbandes Oberbayern der Frauen Union. In ihrem Wohnort Feldafing ist sie stellvertretende Vorsitzende des CSU-Ortsverbandes und Sprecherin der CSU-Fraktion im Gemeinderat. 2008 kandidierte sie für das Amt des Bürgermeisters und unterlag mit 43,3 % der Stimmen dem Amtsinhaber Bernhard Sontheim (Bürgergruppe).
Im Vorfeld der Landtagswahl 2013 entschied sie im November 2012 die Nachfolge Männles als Direktkandidatin im Stimmkreis Starnberg gegen sechs Mitbewerber für sich. Am 15. September 2013 sicherte sie sich den Einzug in den Landtag durch ein Direktmandat. 2018 und 2023 wurde sie erneut in den Landtag gewählt.
Sie ist Mitglied im Kuratorium der Akademie für Politische Bildung Tutzing und im Rundfunkrat des Bayerischen Rundfunks. Des Weiteren ist Eiling-Hütig Mitglied des Ausschusses für Bildung und Kultus, Mitglied des Ausschusses für Gesundheit und Pflege und Mitglied des Ausschusses für Wissenschaft und Kunst.

## Privates
Eiling-Hütig ist verheiratet und Mutter einer Tochter. Sie ist römisch-katholischer Konfession.

## Auszeichnungen
- 2024: Bayerischer Verdienstorden